# Lamellibrachia luymesi
Lamellibrachia luymesi — вид многощетинковых червей из группы погонофор. Обитают у глубоководных холодных просачиваний, где углеводороды в виде нефти и метана просачиваются наружу. Питаются при помощи своих эндосимбионтов — сульфидокисляющих бактерий.

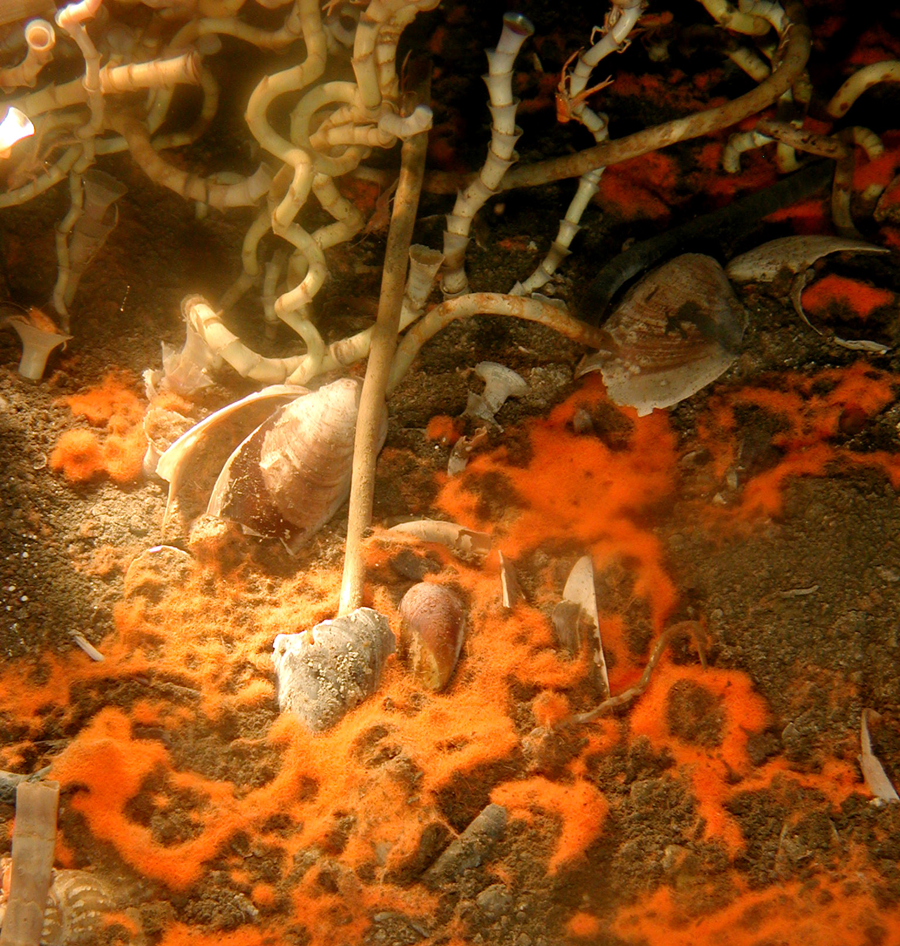
Вестиментифера Lamellibrachia luymesi рядом с холодным просачиванием на глубине 550 м в Мексиканском заливе. Оранжевый осадок у основания — бактериальные маты из сульфидокисляющей бактерии Beggiatoa spp. и пустые раковины различных моллюсков, которые также обитают рядом с просачиваниями.

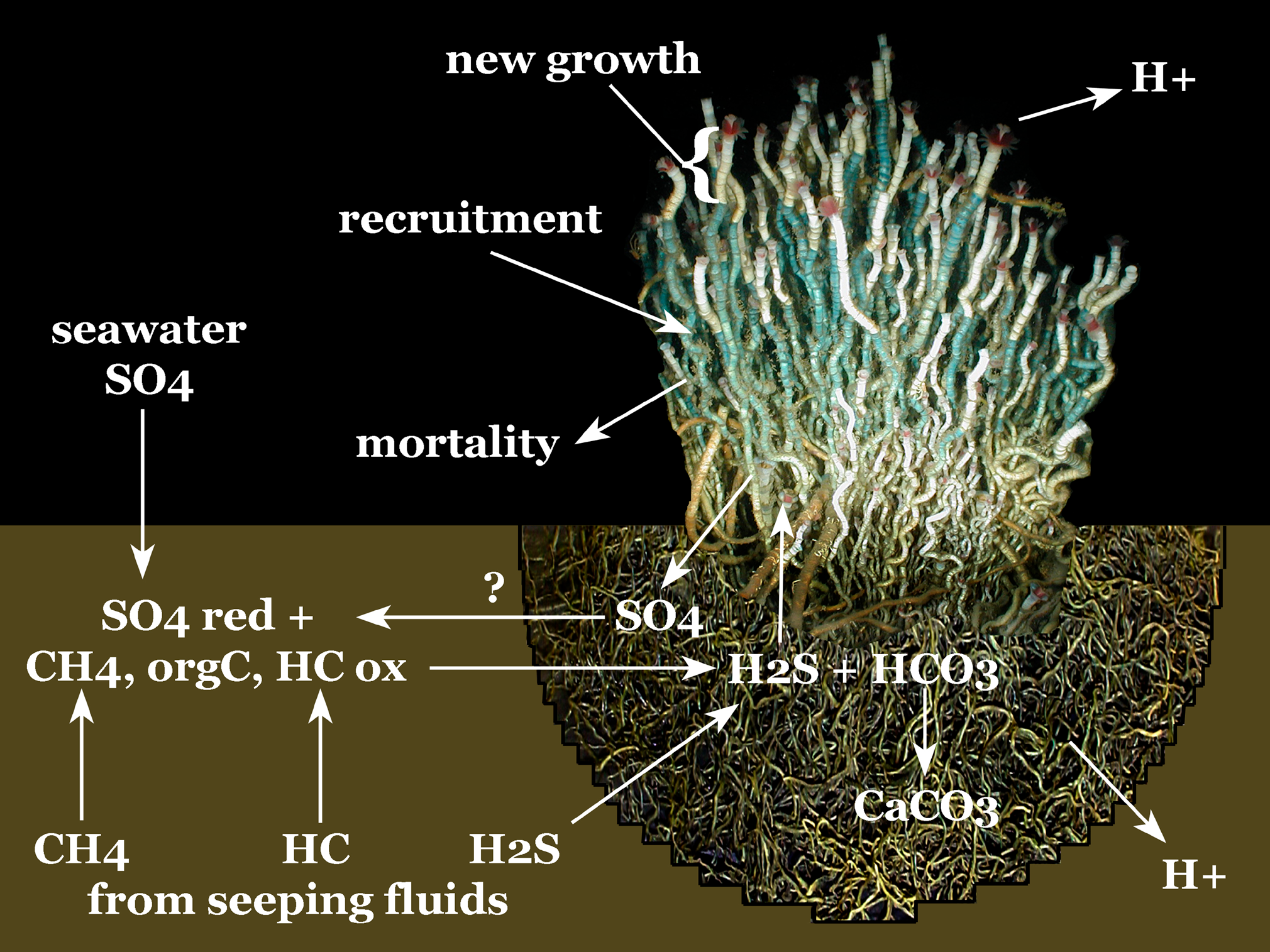
Модель экосистемы, создаваемой Lamellibrachia luymesi.

Lamellibrachia luymesi обеспечивает бактерии сероводородом и кислородом, которые поглощает из окружающей среды при помощи специального гемоглобина. В отличие от других червей-трубкостроителей, обитающих у гидротермальных источников, Lamellibrachia для поглощения сероводорода из осадков используют удлинённый задний отдел тела. Lamellibrachia также возможно вносят свой вклад в накопление сульфида, выделяя в окружающие осадки из своих корней сульфат.
Самые хорошо изученные просачивания, где обитают Lamellibrachia luymesi находятся на севере Мексиканского залива на глубине от 500 до 800 метров. Эти черви могут достигать длины в 3 м и растут очень медленно. Продолжительность их жизни — более 250 лет. Они формируют биогенные местообитания, образуя большие скопления из сотен тысяч особей. В этих скоплениях обитают свыше сотни различных видов животных, многие из которых встречаются только у этих холодных просачиваний.